# Leonard Matlovich
Leonard Matlovich   (Savannah, 6 de juliol de 1943 - West Hollywood, 22 de juny de 1988) va ser un soldat i activista LGBT estatunidenc.

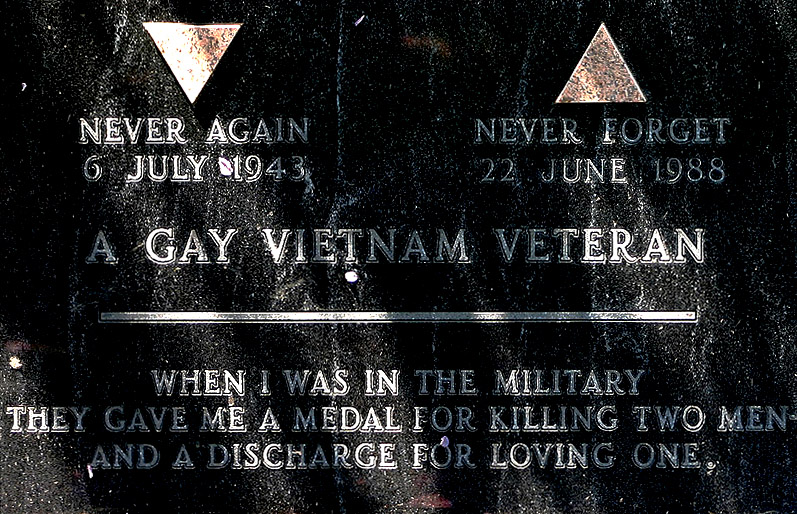
Tomba de Leonard Matlovich: «Quan vaig estar en l'exèrcit em van donar una medalla per matar dos homes i em van expulsar per estimar-ne un.».

Va ser condecorat pels seus serveis durant la Guerra de Vietnam amb el Cor Porpra i l'Estrella de Bronze. Durant la dècada de 1970, va ser conegut als mitjans de comunicació dels Estats Units quan va declarar de forma pública la seva homosexualitat i va lluitar per continuar dins l'exèrcit dels Estats Units. Aquesta lluita pública va tenir com a conseqüència que s'escrivissin articles en diaris com el The New York Times i aparegués en un programa de la cadena de televisió NBC. Va aparèixer en la portada de Time el 8 de setembre de 1975, amb el que Matlovich es va convertir en un exemple per a molts soldats homosexuals en servei actiu a l'exèrcit dels EE.UU.

## Biografia
Va néixer a Savannah (Geòrgia). El seu pare era soldat de la Força Aèria, per la qual cosa la seva infància la va passar en diverses bases aèries, principalment del sud dels Estats Units. Ellli la seva germana van ser educats en la religió catòlica. Segons declaracions que faria més tard, als 20 anys era un «racista blanc» i un «patriota d'onejar bandera». Va ingressar en l'exèrcit i va anar a Vietnam. Allí va ser ferit de gravetat en una missió, en trepitjar una mina terrestre a Da Nang. Va tornar als Estats Units i va rebre pels seus serveis dues condecoracions, el Cor Porpra i l'Estel de bronze.
Durant els anys següents, Matlovich va estar estacionat, entre d'altres llocs, a Florida, prop de Fort Walton Beach. Allí va visitar per primera vegada en secrets bars gais de Pensacola i es va fer cada vegada més conscient de la seva orientació sexual. L'any 1975 va estar estacionat a la Base Aèria de Langley, on va decidir revelar la seva orientació sexual als seus superiors, prenent com a exemple la decisió del Tribunal Suprem dels Estats Units Brown v. Board of Education de 1954 contra la segregació racial. Sis mesos després el van acomiadar. L'exèrcit li permetia tornar si signava un paper segons el qual es comprometia a no tornar a tenir relacions homosexuals. Matlovich va portar l'exèrcit als tribunals i l'any 1980 va guanyar després de diverses instàncies i va rebre una indemnització de 160.000 dòlars.
Durant l'època dels judicis, es va fer mormó i es va traslladar a Hampton a Virgínia. A causa de la seva homosexualitat pública, el van excomunicar el 7 d'octubre de 1975 a Norfolk, Virginia, i un altre cop després el 17 de gener de 1979 per part de l'església mormona, després que aparegués al programa de Phil Donahue.
En la dècada de 1980 es va traslladar a Califòrnia, a San Francisco. En els anys següents es va comprometre com activista LGBT. Va obrir una pizzeria en Russian River, a Califòrnia, i més endavant va treballar a la Ford com a venedor de cotxes. Aquella mateixa dècada va emmalaltir de sida, notícia que va fer pública el 1987 al programa de notícies Good Morning America. El 22 de juny de 1988, va morir a conseqüència de la sida. És enterrat al Cementiri del Congrés. A la seva làpida s'hi pot llegir:
«Quan vaig ser a l'exèrcit em van donar una medalla per haver mort dos homes i em van expulsar per haver-ne estimat un»

Prop de la seva tomba es troba la del director de l'FBI J. Edgar Hoover.